# Ziegelbach (Jagst)
Der Ziegelbach ist ein knapp 2 km langer, in südliche bis westliche Richtungen laufender Bach im Gebiet der Kleinstadt Langenburg im Landkreis Schwäbisch Hall im nordöstlichen Baden-Württemberg, der im Dorf Bächlingen von rechts in die mittlere Jagst mündet.

## Name
Auf der topographischen Karte ist nur der Unterlauf des Ziegelbachs am Hang des Jagsttals unter der L 1036 mit diesem Namen beschriftet. Die amtliche Gewässerkarte schlägt ihm seinen linken Oberlauf unter gleichem Namen zu. Da vermutlich die Ziegelhütte von Langenburg für den Bach namengebend war, diese  aber dicht am rechten und nicht am linken Oberlauf steht, könnte nach lokaler Auffassung der rechte Oberlaufast zum Ziegelbach gerechnet worden sein oder werden.

## Geographie

### Verlauf
Der Ziegelbach-Unterlauf entsteht weniger als 100 Meter östlich der bachaufwärts in die Talrinne des Unterlaufs gelegten Serpentine der Talsteige der Landesstraße L 1036, die von Langenburg nach Bächlingen hinabführt, im unteren Rand des Waldes am oberen Jagsttalhang. Hier vereinigen sich auf etwa 374 m ü. NHN der zuletzt westlich laufende linke und der von Nordosten kommende rechte Oberlauf, die beide die letzten paar hundert Meter in einer der landschaftstypischen Muschelkalkklingen talwärts fließen.

#### Linker Oberlauf
Der etwas längere linke Oberlauf entsteht auf etwa 470 m ü. NHN an einer Baumgruppe neben der L 1033 vom Gerabronner Dorf Michelbach an der Heide nach Langenburg etwa einen halben Kilometer vor dem Langenburger Ortsrand. Gegenüber an der Nordseite der Straße geht ein gut ausgebauter Feldweg ab, 200 Meter nordöstlich liegt eine mittelgroße Waldinsel über dem Ursprung des zunächst in einem Graben zwischen Feldgrenzen südwestlich laufenden Baches. Schon nach knapp 300 Metern wendet sich der Graben auf etwa 460 m ü. NHN nach Westen. Etwa 100 Meter östlich dieser Wende versinkt in einer Schwinde zuweilen ein nur kurzer Bachlauf, der in natürlicher Mulde westwärts zieht und dessen Bett nach der Schwinde ganz aussetzt.
Auf den nächsten knapp 300 Metern unterquert der Bach noch auf der Hochebene über der Jagst die Straße von Langenburg im Nordwesten nach dem Gerabronner Weiler Binselberg im Südosten und trennt die Flurgewanne Breber links und Spitzäcker rechts. Dann tritt er auf knapp 450 m ü. NHN in seine steile Waldklinge ein, wo er unter der neueren Bebauung einer touristischen Hotelanlage auf dem Sporn Roseneck rechts auf dem nächsten halben Kilometer zu Tale fließt.
Der linke Oberlauf ist ca. 1,0 km lang und hat ein etwa 0,7 km² großes Einzugsgebiet.

#### Rechter Oberlauf
Der erste Abschnitt des rechten Oberlaufs entsteht auf etwa 475 m ü. NHN etwa hundert Meter östlich des Langenburger Freibads, auf das er dann entlang der Grenze zwischen einem Feld und einer Wiese mit wenig Bewuchs am Ufer zuläuft. Am Bad endet dieser Abschnitt, der Bach fließt von dort an anscheinend unterirdisch etwa südwestlich auf die heute als kirchliches Gemeindehaus genutzte ehemalige Ziegelhütte zu und unterquert dort die L 1033. Jenseits beginnt der wieder offene Abschnitt in einer Waldklinge, die links an den Sporn Roseneck grenzt und nur etwa 300 Meter lang ist.
Der rechter Oberlauf ist etwa 0,9 km lang und entwässert etwas über 0,4 km².

#### Unterlauf
Der Unterlauf läuft in einer baumbestandenen Geländerinne zwischen offenem Terrain beidseits anfänglich in der Westrichtung des linken Oberlaufs fort und quert gleich die Steige der L 1036. Danach wendet er sich immer mehr nach Südwesten und fließt dabei unter dem unteren Steigenabschnitt am linken und der Alten Steige am rechten Hang auf Bächlingen zu, dessen Ortsrand er etwa nach der Hälfte seines Weges erreicht.  Von Zufahrten und Straßenquerungen abgesehen, fließt er auch im Dorf offen. Auf etwa 291 m ü. NHN mündet er wenig oberhalb der Flussbrücke von rechts in den nur etwa 0,2 km langen Mühlkanal der Mosesmühle des Dorfes, der selbst nur einen Steinwurf weiter abwärts noch vor der Brücke in die mittlere Jagst rückmündet.
Der Ziegelbach ist ab dem Zusammenfluss der beiden Oberläufe ca. 0,9 km, ab dem Ursprung des linken Oberlaufs ca. 1,8 km lang. Auf diesem gesamten Weg ab der Quelle an der Landesstraße verliert er etwa 179 Meter an Höhe, sein mittleres Sohlgefälle liegt bei etwa 98 ‰; die Oberläufe sind in ihren Klingenabschnitten noch einmal um die Hälfte steiler.

### Einzugsgebiet
Der Ziegelbach hat ein 1,5 km² großes Einzugsgebiet, das naturräumlich gesehen zu den Kocher-Jagst-Ebenen gehört. Die Oberläufe und der Ziegelbach bis halben Wegs zwischen dem Jagsttalhangwald und dem Bächlinger Ortsrand liegen im Unterraum Bartenstein-Langenburger Platten, das Reststück des Unterlaufs im Unterraum Mittleres Jagsttal.
Der mit etwa 489 m ü. NHN höchste Punkt des Einzugsgebietes liegt an seiner Nordostspitze nahe dem Höhweg vom Ostrand Langenburgs zum jenseits der Einzugsgebietsgrenzen liegenden Waldinsel Grund. Die östliche Wasserscheide von dort bis zur 482,6 m ü. NHN erreichenden Ritterhöhe grenzt ans Einzugsgebiet des Michelbachs, des letzten größeren Zuflusses der Brettach. Jenseits der anschließenden südlichen Wasserscheide von der Ritterhöhe bis zur Mündung erfährt die auch die Brettach aufnehmende Jagst nur intermittierenden Zufluss aus der Binselberger Klinge und aus wenigen noch unbeständigeren kurzen Hanggerinnen weiter flussabwärts. Hinter der Nordwestseite des Einzugsgebietes steht der Langenburger Bergsporn, von dem herab auf dieser Seite keine beständigen Zuflüsse die Jagst erreichen. Jenseits des Bergspornkamms im Norden fließt der Schindbach westwärts zur Jagst unterhalb ihrer Langenburger Talschlinge.
Es gibt nur wenig Wald im Einzugsgebiet, er steht in den weniger als 500 Metern langen Klingen der beiden Oberläufe und am links anschließenden oberen Talhang des Jagsttales sowie in einen kleinen Zwickel im Osten, wo ein Teil der vorgeschichtlichen Langenburger Viereckschanze diesseits der Scheide liegt. Links des Ziegelbachs am Jagsttalhang liegen Wiesen, überall sonst in der offenen Flur fast ausschließlich Äcker.
Die östlichen Teile der Stadt Langenburg bis zum Freibad am Ortsrand und zu einer touristischen Hotelanlage (zuvor Ferienhaussiedlung) im Südosten des Stadtkerns nehmen seit der zweiten Hälfte des 20. Jahrhunderts einen Teil der Höhenlagen des westlichen Einzugsgebietes ein, während dort zuvor nur am Beginn der Klinge des rechten Oberlaufs isoliert die Ziegelhütte stand. Vom Mündungsdorf Bächlingen liegt ein großer Teil ebenfalls innerhalb. An der Ritterhöhe im Südosteck des Einzugsgebietes gehört ein etwa 12 ha großer Teil von ihm zur Gemarkung Michelbach an der Heide der Kleinstadt Gerabronn, der gesamte Rest zur Kleinstadt Langenburg.

### Zuflüsse
Liste der Zuflüsse und  Seen von der Quelle zur Mündung. Gewässerlänge, Einzugsgebiet und Höhe nach den entsprechenden Layern auf der Onlinekarte der LUBW. Andere Quellen für die Angaben sind vermerkt.
Zusammenfluss der zwei Oberläufe des Ziegelbachs auf etwa 366,4 m ü. NHN weniger als 100 Meter östlich der klingenquerenden Serpentine der Talsteige der L 1036 Langenburg–Bächlingen unter dem Sporn Roseneck zwischen beiden Oberlaufklingen. Der Bach fließt in Fortsetzung des linken Oberlaufs anfangs westlich und danach immer mehr südwestlich in einer natürlichen Geländerinne zwischen dem unteren Abschnitt der Landesstraßensteige  links und der Alten Steige rechts.
- Linker Oberlauf, ca. 1,0 km[LUBW 8] und ca. 0,7 km².[LUBW 7] Entsteht auf etwa 470 m ü. NHN an einer Baumgruppe etwa einen halben Kilometer vor dem Langenburger Ortseingang links der L 1033 Gerabronn-Michelbach an der Heide–Langenburg.
Der zunächst in einem Graben zwischen Feldern fließende Bach läuft anfangs südwestlich.
  - Auf etwa 460 m ü. NHN knickt der Bachgraben, kurz bevor er den Binselberger Weg kreuzt, auf etwa westlichen Lauf; etwa 100 Meter östlich dieser Stelle liegt in einer von Osten her kommenden Talmulde in einer Feldhecke auf allenfalls 465 m ü. NHN das Schluckloch eines kurzen, auf der Tallinie nahenden, sehr kurzen und unbeständigen Bachs, dessen Bett dort dann aussetzt.
- Rechter Oberlauf, ca. 0,9 km[LUBW 8] und über 0,4 km².[LUBW 7] Entsteht auf knapp 475 m ü. NHN etwa hundert Meter östlich des Langenburger Freibads, auf das er zuläuft, um dann in dessen Bereich, inzwischen unterirdisch, auf etwa südwestlichen Lauf abzuknicken. Offener Lauf erst wieder nach Unterqueren der L 1033 nahe der Ziegelhütte in seiner Unterlaufklinge.

Mündung des Ziegelbachs von links und zuletzt Nordosten auf etwa 291 m ü. NHN bei von rechts und zuletzt Nordosten auf etwa 291 m ü. NHN wenige Meter vor dessen Rückmündung an der Flussbrücke der L 1036 Langenburg–Braunsbach in Langenburg-Bächlingen in dem Mühlkanal der Mosesmühle neben der mittleren Jagst. Der Ziegelbach ist ab dem Zusammenfluss der beiden Oberläufe ca. 0,9 km, ab dem Ursprung des linken Oberlaufs ca. 1,8 km lang und hat ein 1,5 km² großes Einzugsgebiet.

## Geologie
Die beiden Oberläufe entspringen auf der Hochebene rechts der Jagst im diese weithin in der Region deckenden Lettenkeuper (Erfurt-Formation). In den zunächst nur schwach eingetieften Mulden der beiden Stränge liegt fast von Anfang an ein kleines Schwemmlandband. Der darunter liegende Obere Muschelkalk setzt am Beginn der beiden Waldklingen ein und endet etwa am Zusammenfluss der Oberläufe. Im Bereich des Mittleren Muschelkalks darunter erreicht der Bach fast die Ortsgrenze von Bächlingen. Von dort an liegen bis zur Mündung links am Unterhang Unterer Muschelkalk sowie rechts am flacher anfallenden Gegenhang und im Ort Bächlingen Terrassensedimente der wohl früher weiter östlich ausholenden Jagst.
Im Untergrund werden einige kurze Störungen vermutet, die etwa nord-südlich und senkrecht dazu verlaufen, letztere unter anderem etwa auf der Talachse von unterem linken Oberlauf und oberem Unterlauf.
Die bei den Zuflüssen erwähnte Doline etwas östlich der Knicks des rechten Oberlaufs, in der zuweilen ein kleiner Bach verschwindet, zeigt Verkarstung des dort nur wenige Meter unter der Geländeoberfläche beginnenden Oberen Muschelkalks an. Diese relative Lage im Schichtenprofil ist typisch für die Dolinen der Region.

## Natur und Schutzgebiete
Der Ziegelbach und seine Oberläufe sind ab dem Beginn der zwei Klingenzweige gefällereiche und manchmal reißende Bäche, die über zahlreiche Stufen herabfallen und deren Wasserführung stark schwankt. Ihr Bett ist etwa 2–6 Meter breit, auf der stellenweise felsige Sohle liegt viel Blockschutt. Die Klingenhänge zeigten nach dem Hochwasser im Jahre 2016 an einigen Stellen Rutschungen mit bloßer, unbewachsener Erde.  Der Mischwald an den Hängen besteht überwiegend aus Eschen, Bergahorn, Hainbuche, und Rotbuche, Fichten sind seltener. Der östliche Oberlauf zeigt in der Klinge Reste von Uferverbauung und von Querriegeln aus gesetzten Steinblöcken, die jedoch entweder schon vor dem Unwetter verfallen oder von ihm zerstört wurden.
Unterhalb der Landesstraßensteige begleitet ein Gehölzstreifen den nun außerhalb des Waldes bis zum Bächlinger Ortsrand grabenartig in einer Geländerinne laufenden, von Verbauungen eingefassten Bach.
Schon die zwei Oberläufe in ihren unteren Klingenabschnitten fließen im Landschaftsschutzgebiet Mittleres Jagsttal mit Nebentälern und angrenzenden Gebieten, ebenso der Unterlauf danach bis zur Ortsgrenze von Bächlingen, der auf den letzten Metern vor dem Mühlkanal wieder in es eintritt.

## Starkregen 2016 und Schutzmaßnahmen
Am 29. Mai 2016 ging in der Region ein Starkregen nieder, der durch die Bilder der Verheerungen von ähnlichen Klingenbächen zum Kocher im etwa 7 km südwestlich von Bächlingen entfernten Braunsbach auch überregional viel Beachtung fand. In Bächlingen warf der Ziegelbach Schutt zwischen die Häuser, die ausgeuferten Wassermassen spülten einen Kleinwagen ins Bachbett. Erste Schutzmaßnahmen wurden für Kosten von 120.000 Euro schon im Juni 2016 ergriffen. Inzwischen steht etwas vor dem Dorf die Mauer eines Geröllrückhaltebeckens quer über den Einschnitt des Baches, weiter aufwärts nahe der Ziegelbachquerung der L 1036 steht derzeit (Ostern 2019) eine weitere Schutzmauer zum Geröllfang vor der Fertigstellung. Die Schutzmaßnahmen sind für ein hundertjährliches Hochwasser ausgelegt, mit zusätzlich einem „Klimazuschlag“ von 15–20 %. Diese Sperre ist vom Fundament bis hinauf zur trapezförmigen Überlaufaussparung etwa mannshoch oder etwas darüber, hat einen schmalen Mittelschlitz für den gewöhnlichen Abfluss und ist rund 10 Meter breit.
Langenburg hat insgesamt 1,1 Millionen Euro für den Hochwasserschutz ausgegeben, 83 % davon aus Landeszuschüssen. Die Jagst durchquert das Gebiet der Kleinstadt auf über 9 km  Länge ihres tief eingeschnittenen Muschelkalktals, der hier noch andere steile Seitenklingen zulaufen.

### LUBW
Amtliche Online-Gewässerkarte mit passendem Ausschnitt und den hier benutzten Layern: Lauf und Einzugsgebiet des Ziegelbachs

Allgemeiner Einstieg ohne Voreinstellungen und Layer: Daten- und Kartendienst der Landesanstalt für Umwelt Baden-Württemberg (LUBW) (Hinweise)
1. 1 2 3 4  Höhe nach dem Höhenlinienbild auf dem Hintergrundlayer Topographische Karte.
2. 1 2  Länge nach dem Layer Gewässernetz (AWGN), verringert um eine nur geringe abgemessene Strecke, auf der dort der Ziegelbach bis zum Polygonzug der Jagst geführt wird, obgleich er schon in den Mühlkanal der Mosesmühle mündet.
3. 1 2  Einzugsgebiet nach dem Layer Basiseinzugsgebiet (AWGN).
4. ↑  Beschriftung auf dem Hintergrundlayer Topographische Karte, Gesamtverlauf nach dem Layer Gewässername, Lage der Ziegelhütte nach dem
  - Meßtischblatt 6725 Gerabronn von 1938 in der Deutschen Fotothek.
5. 1 2  Länge nach dem Layer Gewässernetz (AWGN).
6. 1 2  Höhe nach schwarzer Beschriftung auf dem Hintergrundlayer Topographische Karte.
7. 1 2 3  Einzugsgebiet abgemessen auf dem Hintergrundlayer Topographische Karte.
8. 1 2 3  Länge abgemessen auf dem Hintergrundlayer Topographische Karte.
9. ↑  Lage und Art der Doline nach dem Layer Geotop.
10. ↑  Schutzgebiete nach den einschlägigen Layern, Natur teilweise nach dem Layer Biotop.

### Andere Belege
1. ↑  Wolf-Dieter Sick: Geographische Landesaufnahme: Die naturräumlichen Einheiten auf Blatt 162 Rothenburg o. d. Tauber. Bundesanstalt für Landeskunde, Bad Godesberg 1962. → Online-Karte (PDF; 4,7 MB)
2. ↑  Geologie nach den Layern zu Geologische Karte 1:50.000 auf: Mapserver des Landesamtes für Geologie, Rohstoffe und Bergbau (LGRB) (Hinweise)
3. ↑  Angaben zum Starkregen 2016 und zum Hochwasserschutz nach dem Artikel „Besserer Schutz bei Starkregen“ des Haller Tagblatts vom 20. April 2019. S. 22.